# اثرات قهوه بر سلامتی
اثرات قهوه بر سلامتی (انگلیسی: Health effects of coffee) قهوه شامل فواید و همچنین خطرات مختلفی برای سلامتی است. یک بررسی فراتحلیل در قالبی فراگیر در سال ۲۰۱۷ نشان داد که نوشیدن قهوه به‌طور کلی در سطوح معمول مصرف، ایمن است و احتمال بیشتری دارد که نتایج سلامتی را بهبود بخشد.
در این زمینه، استثناهایی وجود دارند مثل افزایش خطر احتمالی برای زنانی که شکستگی استخوان دارند و احتمال خطر سقط خودبه‌خودی یا پدیدهٔ کوچک برای سن باروری در طول دوران بارداری. نتایج حاصل‌شده به دلیل کیفیت پایین مطالعه و تفاوت سن، جنسیت، وضعیت سلامتی و همچنین میزان قهوهٔ مصرفی پیچیده بوده‌است.

## فشار خون و بیماری‌های قلب و عروقی
مصرف متوسط قهوه، یک عامل خطر برای بیماری سرخرگ کرونری قلب نیست. یک فراتحلیل در سال ۲۰۱۲ به این نتیجه رسید که افرادی که مقادیر متوسطی قهوه می‌نوشند، میزان نارسایی قلبی کمتری داشتند، همچنین، بیشترین تأثیر برای افرادی مشاهده شده‌است که بیش از ۴ فنجان در روز می‌نوشیدند. فراتحلیل جداگانه در سال ۲۰۱۴ به این نتیجه رسید که بیماری قلبی-عروقی، مانند بیماری عروق کرونر و سکته مغزی، با ۳ تا ۵ فنجان قهوه بدون کافئین (به انگلیسی: non-decaffeinated coffee) در روز کاهش می‌یابد. یک فراتحلیل نیز در سال ۲۰۱۶ نشان داد که مصرف قهوه با کاهش خطر مرگ در بیمارانی که سکته قلبی داشته‌اند مرتبط است.
تأثیر قهوه بر افرادی که فشار خون بالا دارند (چه افرادی که قهوه مصرف نمی‌کردند و چه آنهایی که متوسط مصرف روزانه داشته‌اند) در قرن ۲۱ و در چندین بررسی ارزیابی شده‌است. یک بررسی در سال ۲۰۱۹ نشان داد که مصرف ۱ تا ۲ فنجان قهوه در روز هیچ تأثیری بر خطر ابتلا به فشار خون بالا ندارد و این در حالی است که، نوشیدن ۳ فنجان یا بیشتر در روز، می‌تواند این خطر را کاهش دهد. یافته‌ای منطبق بر تجزیه و تحلیل سال ۲۰۱۷ نشان داده‌است که مصرف طولانی مدت (حداکثر ۷ فنجان قهوه در روز)، با کاهش ۹٪ خطر ابتلا به فشار خون بالا همراه بوده‌است. بررسی دیگری در سال ۲۰۱۸ نشان داد که خطر ابتلا به فشار خون بالا با افزایش مصرف ۱ تا ۸ فنجان قهوه در روز، در مقایسه با افرادی که هیچ قهوه‌ای مصرف نمی‌کردند، تا حدود ۲٪ کاهش می‌یابد. در مقابل، یک بررسی نیز در سال ۲۰۱۱ نشان داد که نوشیدن ۱ تا ۳ فنجان قهوه در روز ممکن است اندکی خطر ابتلا به فشار خون بالا را افزایش دهد.
انجمن اروپایی قلب و عروق در سال ۲۰۲۱ در زمینهٔ پیشگیری از بیماری‌های قلبی - عروقی بیان داشته که قهوه فیلتر نشده (به انگلیسی: Non-filtered coffee) حاوی کفستول و کاهوول افزایش‌دهندهٔ لیپوپروتئین کم‌چگالی (نام علمی:  LDL-C) است و ممکن است با مصرف ۹ نوشیدنی یا بیشتر در روز، با افزایش ۲۵٪ خطر مرگ ناشی از تصلب شرایین (نام علمی: ASVD) همراه باشد. قهوه بدون فیلتر شامل قهوه دم‌کرده، یونانی، ترک و برخی از قهوه‌های اسپرسو می‌باشد. این انجمن در ادامه می‌افزاید، مصرف متوسط قهوه (۳ تا ۴ فنجان در روز) احتمالاً مضر نیست و شاید حتی، به نسبت مفید هم باشد.

## گوارش
یک بررسی در سال ۱۹۹۹ نشان داده‌است که قهوه باعث سوءهاضمه نمی‌شود اما ممکن است رفلاکس معده را تقویت کند. بررسی ۲ مطالعهٔ بالینی بر روی افرادی که تحت بهبودی (ریکاوری) پس از جراحی‌های شکمی، لاپاراتومی، روده بزرگ یا جراحی‌های گایناکولوژی بوده‌اند نشان داده‌است که مصرف قهوه برای افزایش عملکرد لوله گوارش بعد از عمل، بی‌خطر و مؤثر است. قهوه در برخی افراد، ظرف چند دقیقه پس از مصرف ممکن است باعث واکنش گوارشی(نام علمی: Gastrocolic reflex) گردد. با همهٔ این احوال، سازوکار خاص عمل و ترکیبات شیمیایی مسئول هنوز ناشناخته هستند.

## فیبریلاسیون دهلیزی
مطالعه سلامت زنان، افزایش خطر فیبریلاسیون دهلیزی را با مصرف ۲ تا ۳ فنجان قهوهٔ حاوی کافئین در روز نشان داده‌است، هر چند، مطالعات دیگر نشانگر هیچ تأثیر یا اثر حفاظتی نبود.

## بیماری پارکینسون
فراتحلیل‌ها به‌طور مداوم نشان داده‌اند که مصرف طولانی‌مدت قهوه، با خطر ابتلای کمتر به بیماری پارکینسون مرتبط است.

## دیابت نوع ۲
مرور سیستماتیک و فراتحلیل ۲۸ مطالعهٔ بلندمدت با مشارکت بیش از ۱ میلیون شرکت‌کننده، نشان داده‌است که مصرف هر فنجان قهوهٔ حاوی کافئین با ۹٪ و همچنین قهوهٔ فاقد کافئین با ۶٪ کاهش خطر ابتلا به دیابت نوع ۲ مرتبط بوده‌است.

## سرطان
تحقیقات مداوم در زمینهٔ اثرات مصرف قهوه بر خطر ابتلا به سرطان به‌طور کلی نشان داده‌است که هیچ تأثیری در این رابطه وجود ندارد و در مورد سرطانی خاص، مثل سرطان کبد، تأثیر اندک و ناچیزی مشاهده شده‌است.

## بیماری‌های کبدی
شواهد اولیه نشان می‌دهد که مصرف قهوه ممکن است اثری حفاظتی در برابر پیشرفت بیماری‌های کبدی داشته باشد. هر چند، سازوکار (مکانیزم) احتمالی چنین تأثیری نامشخص است.

## سلامت روان
سرویس سلامت ملی انگلستان توصیه می‌کند که اجتناب از مصرف قهوه ممکن است اضطراب را کاهش دهد. در بیماران روان‌پزشکی مزمن، کافئین (مادهٔ فعال اصلی موجود در قهوه) با ایجاد اضطراب مرتبط است. در دوزهای بالا، معمولاً بیشتر از ۳۰۰ میلی‌گرم، کافئین علاوه بر ایجاد اضطراب، در وخیم‌تر شدن آن نیز مؤثر است. برای برخی از افراد، قطع مصرف کافئین می‌تواند به‌طور قابل‌توجهی اضطراب را کاهش دهد. اختلال اضطراب ناشی از مصرف کافئین، زیرمجموعه‌ای از اختلال‌های اضطراب ناشی از مواد یا داروها است. طیف گروه‌هایی که ممکن است بیشتر از همه تحت تأثیر مصرف کافئین قرار گیرند، نوجوانان و کسانی هستند که پیش‌تر دچار اختلال‌های اضطرابی بوده‌اند. تحقیقات اولیه امکان وجود رابطهٔ مفید میان مصرف قهوه و کاهش افسردگی را نشان داده‌است. تحقیقات مقدماتی طولانی مدت، از جمله ارزیابی علائم زوال عقل و اختلال‌های شناختی به دلیل مصرف قهوه در افراد مسن، به‌طور عمده به دلیل کیفیت پایین مطالعات بدون نتیجه بوده‌است.